# Музейный комплекс «Дорога памяти»
Музейный комплекс «Дорога памяти» — историко-художественный музей, мультимедийный мемориальный комплекс последнего поколения в Московской области в составе Военно-патриотического парка культуры и отдыха Вооружённых Сил Российской Федерации «Патриот». Открыт в 2020 году. 

## Описание

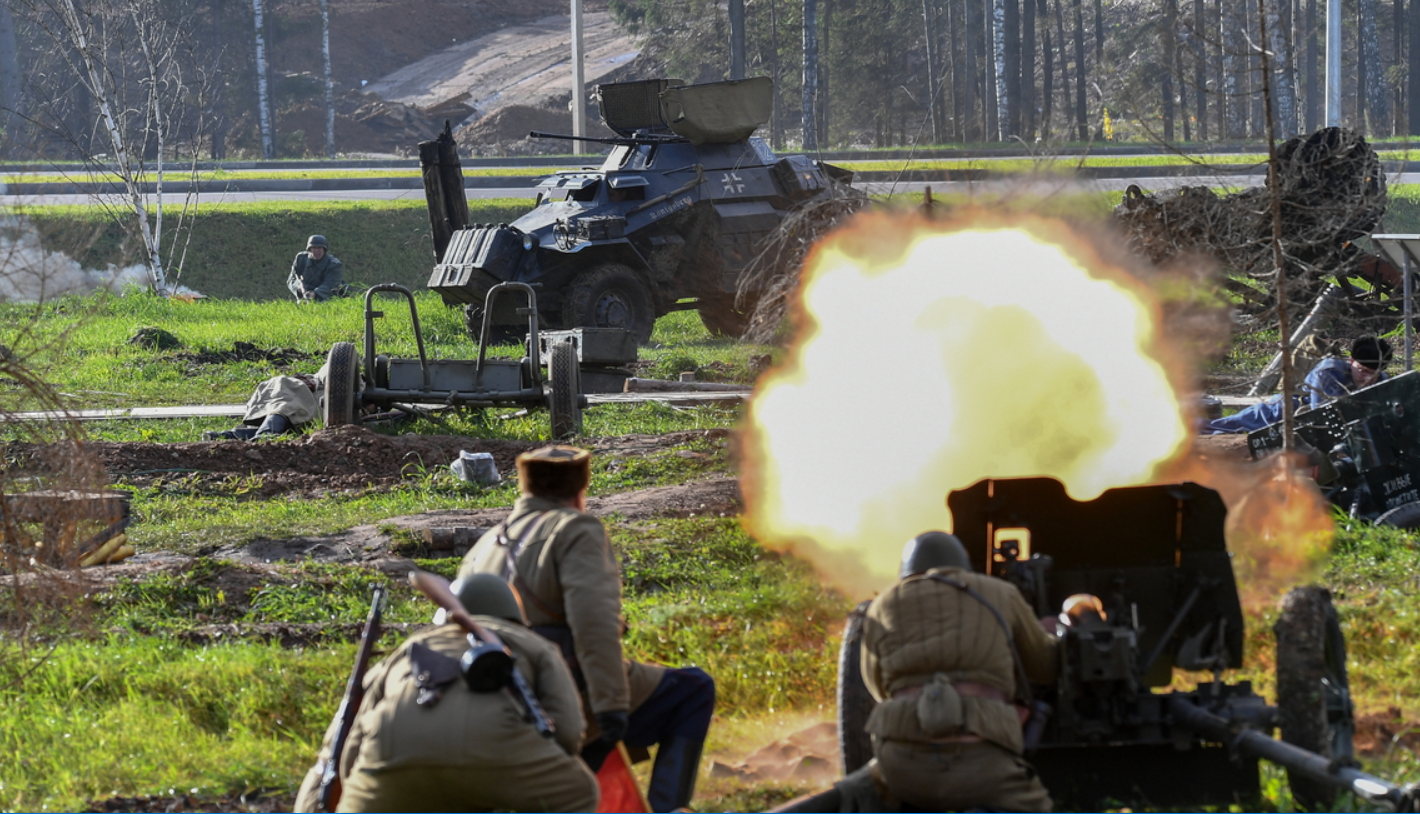
Реконструкция Битвы за Москву. Музей под открытым небом «Поле Победы», 7.11.2020

Музейный комплекс «Дорога памяти» находится в составе Военно-патриотического парка культуры и отдыха Вооружённых Сил Российской Федерации «Патриот». Комплекс расположен по круговой линии от Главного Храма Вооруженных сил Российской Федерации и представляет собой эстакаду из залов с художественными мемориальными экспозициями и выставками. Протяженность музея — 1418 шагов (или 1,5 километра), символизирующих число дней Великой Отечественной войны. В комплексе создана «Галерея памяти» и с помощью технологии микрофотографии оформлена десятками миллионов фотографий участников войны.
Музей под открытым небом «Поле победы» является собирательным образом сражения под Москвой в 1941 году и вошёл в комплекс Главного храма Вооружённых сил. Его место расположения — район, где немцы предприняли последнюю попытку прорваться к столице. Территория музея разделена на несколько тематических зон, в каждой из которых использованы вооружения и боевая техника времён Великой Отечественной войны. Реконструкция местности создавалась по архивным документам и снимкам фронтовой поры.

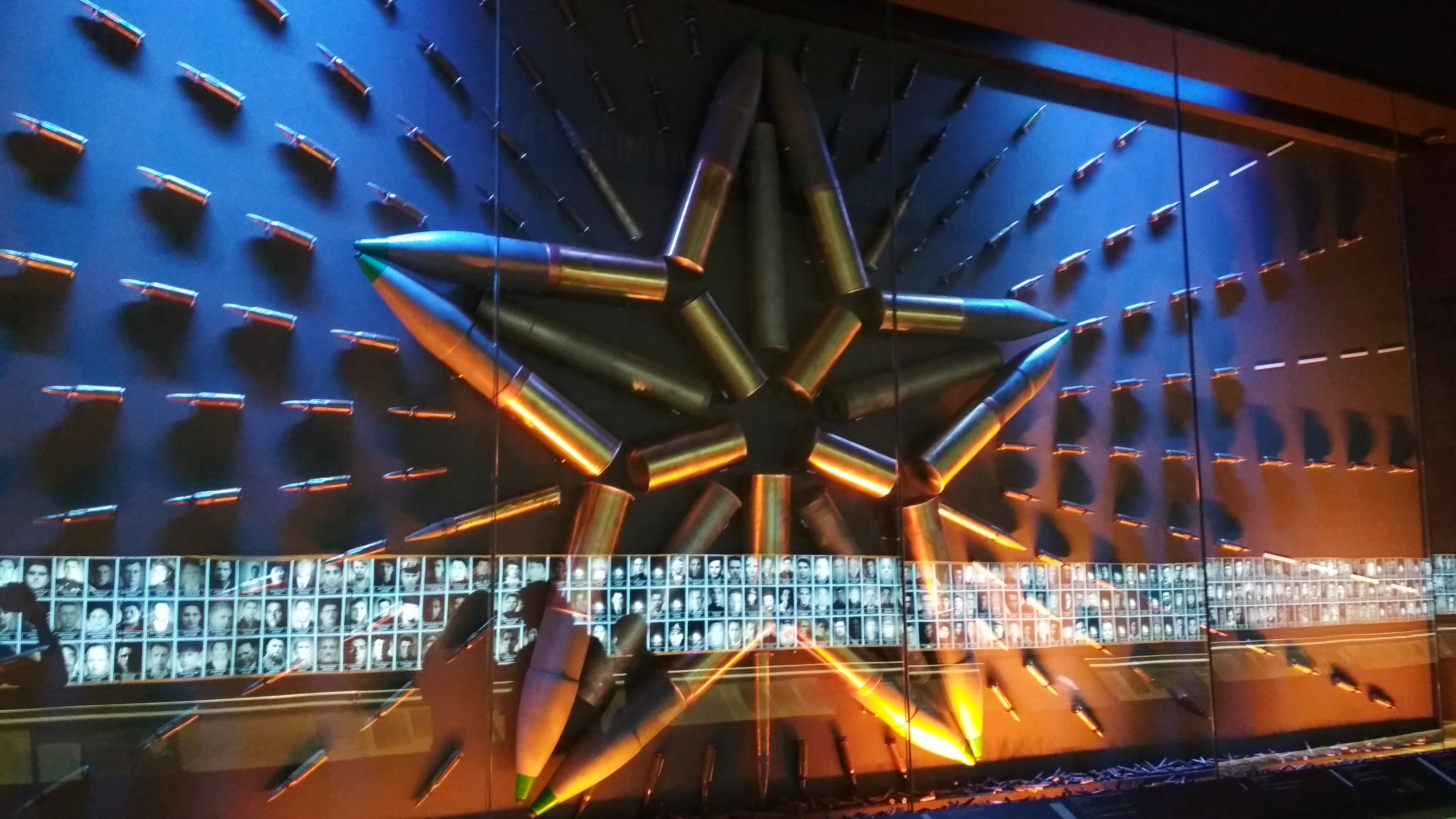
Выставочные залы музея.

За время работы музейный комплекс «Дорога памяти» посетили более 600 тысяч человек, проведено около 100 мероприятий. Среди них — фестиваль «Спасская башня», «Фестиваль фейерверков», дни ВДВ, Службы тыла, Сухопутных войск и многие другие.
Комплекс был признан лучшим образовательным проектом года, за что получил национальную премию «Победа». На территории комплекса регулярно проводятся исторические реконструкции событий: Битвы за Москву (7 ноября и 5 декабря 2020 года), прорыва блокады Ленинграда (30 января 2021 года).

## Залы музея и экспозиции
По левой стороне все залы музея демонстрируют мультимедийные хронологические ленты о событиях каждого дня Великой Отечественной войны с эффектами погружения в реальность. Правый блок комплекса отведен под уникальную экспозицию из масштабных интерактивных панелей, состоящих из миллионов изображений участников и ветеранов войны.
Всего в музее 34 зала, из них 27 залов с иммерсивным эффектом полной (частичной) погруженности в интерактивную реальность. В экспозиции представлено более четырёх тысяч военных тематических экспонатов 1941−1945 годов, 100 единиц оружия и 323 знамени. В мемориальных галереях проекта 1418 шагов к Победе размещены гильзы от снарядов с землей с братских могил (захоронений) советских солдат, привезенной из 40 государств. В Галерее памяти музея содержится информация о более чем 33 000 000 героев в виде фотографий и краткой информации об их боевом пути.
В музее также представлены эксклюзивные трофейные экспонаты – обувь и одежда Адольфа Гитлера, ключи от помещений Рейхстага и подарки от Муссолини для фюрера.